# Мелизаллее, 17

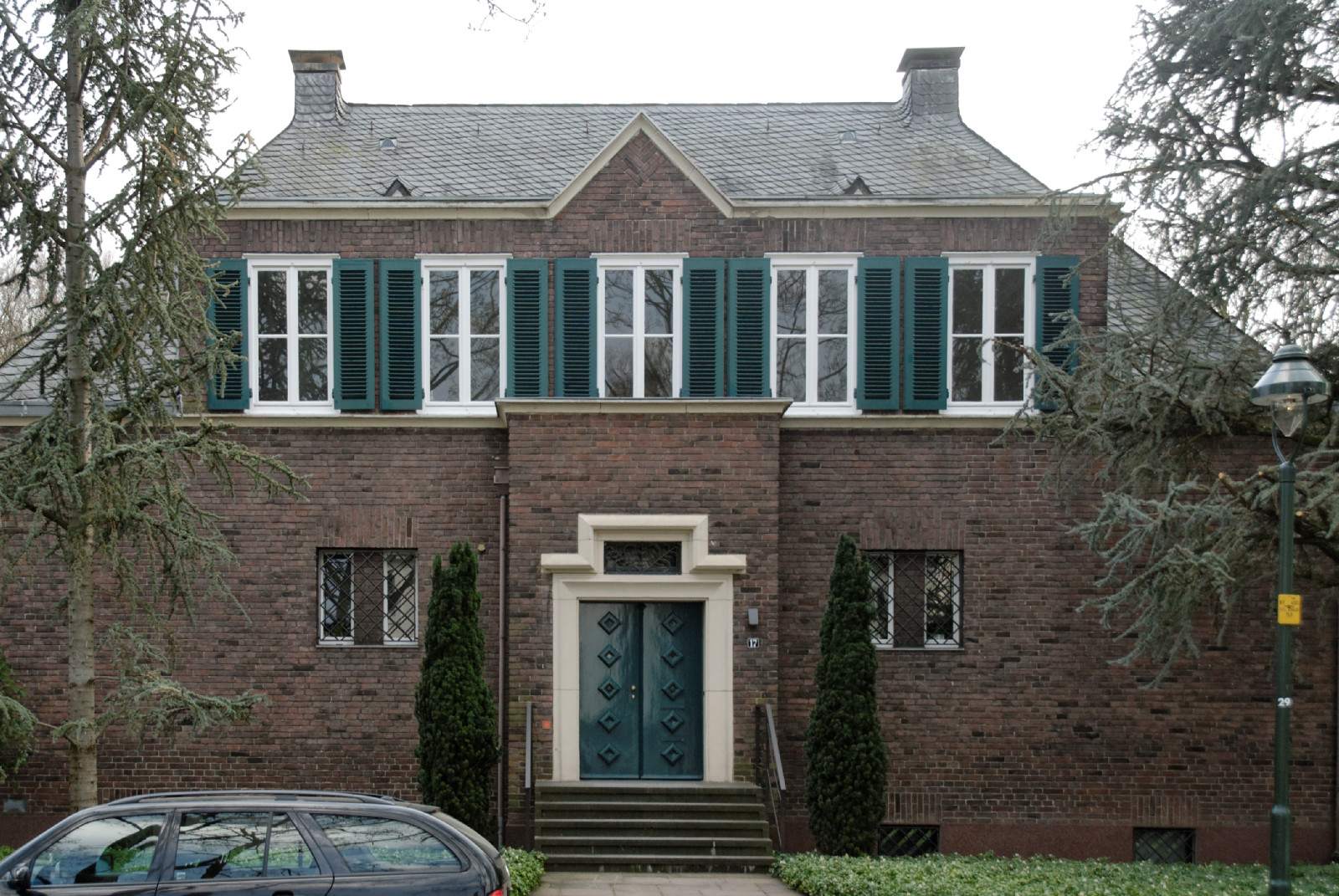
Вилла на Мелизаллее, 17

Мелизаллее, 17 (нем. Meliesallee 17)  —  вилла, находящаяся по адресу Мелизаллее, 17 в административном районе Бенрат (Дюссельдорф, Германия). 

## Общая характеристика
Вилла построена по проекту архитектора Георга Мальца (Georg Schmalz)в 1925 году. Стилистически она напоминает виллу Ханнеман (Haus Hannemann), расположенную в административном районе Лохаузен (Lohausen) Дюссельдорфа. Архитектурный стиль — палладианство, то есть одна из форм раннего классицизма. Эта архитектурная форма была преобладающей в двадцатые годы XX века при строительстве вилл в Дюссельдорфе и считается также консервативным модерном, или кирпичным стилем. Здание считается характерными примером доминирующей в архитектуре тенденцией тех лет. Специалисты сравнивают виллу на Мелизаллее 17 с работами известного немецко-американского архитектора Теодора Мерилла (Theodor Merrill), много и успешно возводившего в те годы жилые строения в Кёльне.

## Под охраной закона
Вилла является памятником архитектуры Дюссельдорфа и с 23 июля 1982 года охраняется законом.

## Ещё по теме
- Памятники архитектуры Бенрата